# 訴訟法
訴訟法（そしょうほう）とは、訴訟において、実体法を具体的事件の中で適用し事件を解決する手続を定めた法である。なお，訴訟以外の手続も含める場合には手続法と呼ぶ。
具体的には、当事者その他の関係者が手続参加（裁判所の判断を左右するような資料を提供することが法律上認められた立場になること）や主張（裁判所の判断を左右するような事実の存在を裁判所に知らせること）・立証（主張を裏付ける資料を裁判所に提出すること）をしたり、裁判所が判断を示したりといった、訴訟に関係する行為をする際に守らなければならない手順や形式を定めている。
手続法と実体法とを区別して理解するという方法は、日本では、明治維新後に西欧文明を吸収した際に、大陸法の伝統を受け継ぐ中で確立されたものである。

## 日本法
- 民事訴訟法
- 人事訴訟法
- 刑事訴訟法
- 行政事件訴訟法